# 莲勺县 (刘宋)
莲勺县，中国古县名。
南朝宋元嘉六年（429年）置，治所在今湖北省钟祥市西北。为侨置的冯翊郡治所。西魏改置蓝水县。